# Ordo (film)
Pour les articles homonymes, voir Ordo.
Pour plus de détails, voir Fiche technique et Distribution.
Ordo est un film français réalisé par Laurence Ferreira Barbosa, sorti en 2004.

## Synopsis
Un officier découvre qu'une star de cinéma serait la femme avec laquelle il a été marié.

## Fiche technique
- Titre : Ordo
- Réalisation : Laurence Ferreira Barbosa
- Scénario : Laurence Ferreira Barbosa et Nathalie Najem d'après le roman de Donald Westlake
- Production : Paulo Branco, Daniel Louis et Gilles Sandoz
- Société de production : Gémini Films
- Musique : Ghislain Hervet
- Photographie : Julien Hirsch
- Montage : Isabelle Poudevigne
- Pays :  France,  Portugal et  Canada
- Format : couleur - Dolby
- Genre : drame
- Durée : 115 minutes
- Date de sortie : 15 septembre 2004

## Distribution
- Roschdy Zem : Ordo Tupikos
- Marie-Josée Croze : Louise Sandoli
- Marie-France Pisier : la mère de Louise
- Yves Jacques : Richard Féraud
- Scali Delpeyrat : Marc
- Hélène Patarot : Wang
- Margaux Vallé : Estelle
- Nina Morato : Fanny
- Philippe Dormoy : le photographe
- Philippe Duquesne : Mario, le gérant de l'hôtel
- Raphaël Neal : Denis